# Romain Genevois
Romain Genevois (L'Estère, 28 oktober 1987) is een Haïtiaans voetballer (rechtsback) die sinds 2016 bij SM Caen speelt. Die club haalde hem weg bij de Franse reeksgenoot OGC Nice. Daarvoor kwam hij uit voor FC Gueugnon, waar hij zijn jeugdopleiding genoot en Tours FC.
Genevois speelde in februari 2008 voor de Haïtiaanse nationale ploeg in een vriendschappelijke wedstrijd tegen Venezuela.

## Clubstatistieken
| Seizoen | Club        | Land      | Competitie           | Wed. | Doelp. |
| ------- | ----------- | --------- | -------------------- | ---- | ------ |
| 2006/07 | FC Gueugnon | Frankrijk | Ligue 2              | 4    | 0      |
| 2007/08 | FC Gueugnon | Frankrijk | Ligue 2              | 29   | 1      |
| 2008/09 | FC Gueugnon | Frankrijk | Championnat National | 36   | 3      |
| 2009/10 | Tours FC    | Frankrijk | Ligue 2              | 35   | 1      |
| 2010/11 | Tours FC    | Frankrijk | Ligue 2              | 35   | 7      |
| 2011/12 | Tours FC    | Frankrijk | Ligue 2              | 30   | 2      |
| 2012/13 | OGC Nice    | Frankrijk | Ligue 1              | 25   | 0      |
| 2013/14 | OGC Nice    | Frankrijk | Ligue 1              | 32   | 0      |
| 2014/15 | OGC Nice    | Frankrijk | Ligue 1              | 34   | 1      |
| 2015/16 | OGC Nice    | Frankrijk | Ligue 1              | 14   | 1      |
| 2016/17 | SM Caen     | Frankrijk | Ligue 1              | 13   | 0      |
| 2017/18 | SM Caen     | Frankrijk | Ligue 1              | 24   | 0      |
| 2018/19 | SM Caen     | Frankrijk | Ligue 1              | 4    | 0      |
| Totaal  | Totaal      | Totaal    | Totaal               | 315  | 17     |

1 Zelazny ·
2 Baysse ·
3 Armougom ·
4 Diomandé ·
5 Sankoh ·
6 Oniangué  ·
7 Khaoui ·
9 Repas ·
10 Fajr ·
11 Ninga ·
12 Beauvue ·
13 Joseph ·
14 Gradit ·
15 Imorou ·
16 Callens ·
17 Deminguet ·
18 Bammou ·
19 Tchokounté ·
21 Guilbert ·
22 Mbengue ·
23 Dabo ·
24 Djiku ·
27 Crivelli ·
29 Genevois ·
30 Samba ·
40 Reulet ·
Coach: Mercadal